# Бестен
Бестен (нім. Beesten) — громада в Німеччині, розташована в землі Нижня Саксонія. Входить до складу району Емсланд. Складова частина об'єднання громад Фререн.
Площа — 25,81 км2. Населення становить 1661 ос. (станом на 31 грудня 2021).